# Gilda (chanteuse)
Pour les articles homonymes, voir Gilda (homonymie).
Míriam Alejandra Bianchi (1961 - 1996) - connue sous le nom de scène de Gilda, est une chanteuse argentine de cumbia.

## Biographie
Ses chansons les plus célèbres sont Fuiste, et No me arrepiento de este amor (littéralement : « Je ne regrette pas cet amour »).
Son nom d'artiste était inspiré du film Gilda.
Elle meurt dans un accident de la route le 7 septembre 1996.